# 佩瓦莫 (密歇根州)
佩瓦莫（英語：Pewamo）是位於美國密歇根州愛奧尼亞縣萊昂斯鎮區的一個村。

## 人口
根據2020年美國人口普查的數據，佩瓦莫的面積為2.59平方千米，當中陸地面積為2.59平方千米，而水域面積為0.00平方千米。當地共有人口503人，而人口密度為每平方千米194人。